# 庫唐斯主教座堂
庫唐斯主教座堂（Cathédrale Notre-Dame de Coutances）是法國的一座羅馬天主教的主教座堂，位於諾曼底大區城鎮庫唐斯。庫唐斯主教座堂是一座哥特式建築，修建在一座早期諾曼大教堂的遺址上。現在庫唐斯主教座堂是天主教庫唐斯教區的主教座堂。教堂的尖塔高80米，是小鎮的地標，在澤西島上也能看到。庫唐斯主教座堂是諾曼底哥特式建築的典型代表。

## 外部連結
- Pictures of cathedral exterior
- Pictures of cathedral exterior
- Statue of St. Marcouf
- （法文） Ministère de la Culture: archive photographs of Coutances Cathedral （页面存档备份，存于）
- （法文） Gothic Masterpieces (Eric Pouhier): photos of Coutances Cathedral （页面存档备份，存于）
- Photos and plans （页面存档备份，存于）